# Millville (Wisconsin)
Millville – miasto w Stanach Zjednoczonych, w stanie Wisconsin, w hrabstwie Grant.